# Miloje Milojević (general)
Miloje Milojević (srbsko Милоје Милојевић), srbski general, * 16. marec 1912, † 4. julij 1984.

## Življenjepis
Leta 1941 je vstopil v NOVJ in KPJ. Med vojno je bil med drugim namestnik poveljnika 1. proletarske brigade, član Vojaške misije pri Zavezniškemu poveljstvu za Bližnji vzhod, poveljnik 21. divizije,...
Po vojni je poveljnik mesta Beograd, poveljnik korpusa in armade,...